# Acordulecera ventralis
Acordulecera ventralis – gatunek błonkówki z rodziny Pergidae.

## Taksonomia
Gatunek ten został opisany w 1898 roku przez Friedricha Konowa pod nazwą Acorduleceros ventralis. Jako miejsce typowe podano Gwatemalę. Syntypem była samica. 

## Zasięg występowania
Ameryka Północna, znany z Gwatemali oraz płd.-wsch. Meksyku (stan Veracruz).